# Traffic (film)
Traffic är en tysk-amerikansk kriminalfilm som hade biopremiär i USA den 27 december år 2000.

## Handling
Filmen följer olika människors öde i den globala knarkhandeln, från poliser och domare till smugglare och missbrukare.

## Om filmen
Traffic regisserades av Steven Soderbergh. Filmen nominerades till fem Oscar och vann fyra, bästa regi (Steven Soderbergh), bästa manus (Stephen Gaghan), bästa manliga biroll (Benicio Del Toro) och bästa klippning (Stephen Mirrione). Den nominerades även i kategorin bästa film, men den vinsten gick till Gladiator.
Den är baserad på brittiska TV-serien Trafik.

## Rollista i urval
- Steven Bauer - Carlos "Carl" Ayala
- Benjamin Bratt - Juan Obregón
- James Brolin - general Ralph Landry
- Don Cheadle - Montel Gordon
- Erika Christensen - Caroline Wakefield
- Clifton Collins Jr. - Francisco Flores
- Benicio del Toro - Javier Rodriguez
- Michael Douglas - domare Robert Wakefield
- Miguel Ferrer - Eduardo Ruiz
- Albert Finney - Vita husets stabschef
- Topher Grace - Seth Abrahams
- Luis Guzmán - Ray Castro
- Amy Irving - Barbara Wakefield
- Tomas Milian - general Arturo Salazar
- D.W. Moffett - Jeff Sheridan
- Dennis Quaid - Arnie Metzger
- Peter Riegert - Michael Adler
- Jacob Vargas - Manolo Sanchez
- Catherine Zeta-Jones - Helena Ayala
- Viola Davis - socialarbetare
- Enrique Murciano - DEA-agent
- Salma Hayek - Rosario